# Станчич, Светислав
Светислав Станчич (хорв. Svetislav Stančić; 7 июля 1895, Загреб — 7 января 1970, там же) — хорватский пианист, композитор и музыкальный педагог. 
Окончил Хорватский институт музыки (1914), затем учился в Берлине у Конрада Анзорге и Карла Генриха Барта и наконец в 1918—1922 гг. частным образом занимался у Ферруччо Бузони. В 1927 г. отказался от активной концертной деятельности и оставшуюся часть жизни посвятил преподаванию и, в меньшей степени, композиции. Преподавал в академии музыки, среди его учеников Мелита Лоркович, Милан Хорват, Павица Гвоздич, Владимир Крпан. Редактировал произведения ранних хорватских композиторов — Фердо Ливадича и Фортуната Пинтарича.
С 1999 г. в Загребе проходит Международный конкурс пианистов имени Светислава Станчича.